# Солита (Олбија-Темпио)
Солита је насеље у Италији у округу Сасари, региону Сардинија.
Према процени из 2011. у насељу је живело 232 становника. Насеље се налази на надморској висини од 57 м.